# Leichtathletik-Asienmeisterschaften 2017
Die 22. Leichtathletik-Asienmeisterschaften wurden vom 6. bis 9. Juli 2017 in Bhubaneswar, Indien ausgetragen. Damit richtete zum dritten Mal, nach Delhi 1989 und Pune 2013, eine indische Stadt die Asienmeisterschaften aus. Die einzelnen Sieger bekamen ein Freilos für die Weltmeisterschaften in London im August.

## Teilnehmende Nationen
Bis auf Turkmenistan hatten alle Mitglieder des Asiatischen Leichtathletikverbandes Athleten angemeldet. Indien durfte bis zu 3 Athleten pro Disziplin nominieren, alle anderen Staaten zwei.
| - Afghanistan (7) - Bangladesch (17) - Bahrain (13) - Brunei (5) - Bhutan (1) - Kambodscha (2) - Volksrepublik China (58) - Chinesisch Taipeh (25) - Nordkorea (4) - Osttimor (3) - Hongkong (15) | - Indien (94) - Indonesien (4) - Iran (15) - Irak (23) - Japan (59) - Jordanien (6) - Kasachstan (32) - Kuwait (20) - Kirgisistan (6) - Laos (2) - Libanon (8) | - Macau (5) - Malediven (10) - Malaysia (20) - Mongolei (6) - Myanmar (3) - Nepal (5) - Oman (11) - Pakistan (8) - Palästina (2) - Philippinen (8) - Katar (11) | - Saudi-Arabien (21) - Singapur (12) - Südkorea (23) - Sri Lanka (22) - Syrien (2) - Tadschikistan (10) - Thailand (30) - Vereinigte Arabische Emirate (8) - Vietnam (5) - Jemen (6) |

## Männer

### 100 m
| Platz | Athlet               | Land | Zeit (s) |
| ----- | -------------------- | ---- | -------- |
| 1     | Hassan Taftian       | IRI  | 10,25    |
| 2     | Femi Ogunode         | QAT  | 10,26    |
| 3     | Yang Chun-han        | TPE  | 10,31    |
| 4     | Hassan Saaid         | MDV  | 10,37    |
| 5     | Tosin Ogunode        | QAT  | 10,40    |
| 6     | Xu Haiyang           | CHN  | 10,45    |
|       | Khairul Hafiz Jantan | MAS  | DSQ      |
|       | Tang Xingqiang       | CHN  | DSQ      |

Finale: 7. Juli
Wind: +0,7 m/s

### 200 m
| Platz | Athlet              | Land | Zeit (s) |
| ----- | ------------------- | ---- | -------- |
| 1     | Yang Chun-han       | TPE  | 20,66    |
| 2     | Park Tae-geon       | KOR  | 20,76    |
| 3     | Femi Ogunode        | QAT  | 20,79    |
| 4     | Bie Ge              | CHN  | 20,85    |
| 5     | Trenten Beram       | PHI  | 20,96 NR |
| 6     | Kōtarō Taniguchi    | JPN  | 21,01    |
| 7     | Amiya Kumar Mallick | IND  | 21,03 PB |
| 8     | Wladislaw Grigorjew | KAZ  | 21,07    |

Finale: 9. Juli
Wind: 0,0 m/s

### 400 m
| Platz | Athlet              | Land | Zeit (s) |
| ----- | ------------------- | ---- | -------- |
| 1     | Muhammed Anas       | IND  | 45,77    |
| 2     | Arokia Rajiv        | IND  | 46,14    |
| 3     | Ahmed Mubarak Saleh | OMA  | 46,39    |
| 4     | Amoj Jacob          | IND  | 46,49    |
| 5     | Dilip Ruwan         | SRI  | 46,50    |
| 6     | Quách Công Lịch     | VIE  | 46,51    |
| 7     | Ali Khadivar        | IRI  | 46,95    |
| 8     | Ajith Premakumara   | SRI  | 47,01    |

Finale: 7. Juli

### 800 m
| Platz | Athlet              | Land | Zeit (min) |
| ----- | ------------------- | ---- | ---------- |
| 1     | Ebrahim al-Zofairi  | KUW  | 1:49,47    |
| 2     | Jamal Hairane       | QAT  | 1:49,94    |
| 3     | Jinson Johnson      | IND  | 1:50,07    |
| 4     | Mohamed Nasir Abbas | QAT  | 1:50,16    |
| 5     | Indunil Herath      | SRI  | 1:50,57    |
| 6     | Amir Moradi         | IRI  | 1:50,66    |
| 7     | Ma Junyi            | CHN  | 1:50,98    |
| 8     | Vishwambhar Kolekar | IND  | 1:51,07    |

Finale: 9. Juli

### 1500 m
| Platz | Athlet            | Land | Zeit (min) |
| ----- | ----------------- | ---- | ---------- |
| 1     | Ajay Kumar Saroj  | IND  | 3:45,85    |
| 2     | Jamal Hairane     | QAT  | 3:46,90    |
| 3     | Moslem Niadoost   | IRI  | 3:43,67    |
| 4     | Adnan Taess Akkar | IRQ  | 3:49,03    |
| 5     | Siddhant Adhikari | IND  | 3:50,64    |
| 6     | Hiroya Inoue      | JPN  | 3:51,16    |
| 7     | Mohammed Shaween  | KSA  | 3:51,42    |
| 8     | Alexei Gussarow   | KAZ  | 3:53,14    |

Finale: 7. Juli

### 5000 m
| Platz | Athlet                      | Land | Zeit (min) |
| ----- | --------------------------- | ---- | ---------- |
| 1     | Govindan Lakshmanan         | IND  | 14:54,48   |
| 2     | Yaser Salem Bagharab        | QAT  | 14:55,89   |
| 3     | Tariq Ahmed al-Amri         | KSA  | 14:56,83   |
| 4     | Liu Hongliang               | CHN  | 14:57,95   |
| 5     | Duo Bujie                   | CHN  | 15:00,86   |
| 6     | Gavit Murli Kumar           | IND  | 15:02,43   |
| 7     | Adilet Kyschtakbekow        | KGZ  | 15:09,59   |
| 8     | Dambadardschaagiin Gantulga | MGL  | 15:20,38   |

6. Juli

### 10.000 m
| Platz | Athlet                      | Land | Zeit (min) |
| ----- | --------------------------- | ---- | ---------- |
| 1     | Govindan Lakshmanan         | IND  | 29:55,87   |
| 2     | Thonakal Gopi               | IND  | 29:58,89   |
| 3     | Adilet Kyschtakbekow        | KGZ  | 30:06,65   |
| 4     | Wang Danmuzhenci            | CHN  | 30:39,68   |
| 5     | Qi Zhenfei                  | CHN  | 31:00,32   |
| 6     | Mohammed Rageh              | YEM  | 32:08,71   |
| 7     | Dambadardschaagiin Gantulga | MGL  | 32:11,06   |
| 8     | Kalidas Hirave              | IND  | 32:29,87   |

9. Juli

### 110 m Hürden
| Platz | Athlet                  | Land | Zeit (s) |
| ----- | ----------------------- | ---- | -------- |
| 1     | Abdulaziz al-Mandeel    | KUW  | 13,50    |
| 2     | Yaqoub Mohamed al-Youha | KUW  | 13,59    |
| 3     | Ahmed al-Muwallad       | KSA  | 13,61    |
| 4     | Shunya Takayama         | JPN  | 13,65    |
| 5     | Siddhanth Thingalaya    | IND  | 13,72    |
| 6     | Chen Kuei-ru            | TPE  | 13,82    |
| 7     | Yang Wei-ting           | TPE  | 13,83    |
| 8     | Wataru Yazawa           | JPN  | 14,07    |

Finale: 8. Juli
Wind: -0,6 m/s

### 400 m Hürden
| Platz | Athlet                     | Land | Zeit (s) |
| ----- | -------------------------- | ---- | -------- |
| 1     | Eric Cray                  | PHI  | 49,57    |
| 2     | Chen Chieh                 | TPE  | 49,75    |
| 3     | Jabir Madari Pillyalil     | IND  | 50,22    |
| 4     | Dmitri Koblow              | KAZ  | 50,30    |
| 5     | Yu Chia-hsuan              | TPE  | 50,90    |
| 6     | Santhosh Kumar Tamilarasan | IND  | 50,95    |
| 7     | Yousef Karam               | KUW  | 51,36    |
| 8     | Yūta Konishi               | JPN  | 51,72    |

Finale: 8. Juli

### 3000 m Hindernis
| Platz | Athlet                | Land | Zeit (min) |
| ----- | --------------------- | ---- | ---------- |
| 1     | Hossein Keyhani       | IRI  | 8:43,82    |
| 2     | Yaser Salem Bagharab  | QAT  | 8:46,16    |
| 3     | Saeed Abad al-Thamali | KSA  | 8:52,64    |
| 4     | Hashim Mohamed Salah  | QAT  | 8:55,94    |
| 5     | Kōsei Yamaguchi       | JPN  | 8:58,58    |
| 6     | Behzad Mostafavi      | IRI  | 9:02,59    |
| 7     | Naveen Kumar          | IND  | 9:02,95    |
| 8     | Durga Bahadur Budha   | IND  | 9:04,05    |

8. Juli

### 4 × 100 m Staffel
| Platz | Land                | Athleten | Zeit (s) |
| ----- | ------------------- | --- | -------- |
| 1     | Volksrepublik China | Tang Xingqiang Liang Jinsheng Bie Ge Xu Haiyang Im Vorlauf: Xu Zhouzheng                                                  | 39,38    |
| 2     | Thailand            | Kritsada Namsuwan Bandit Chuangchai Jirapong Meenapra Jaran Sathoengram Im Vorlauf: Ruttanapon Sowan                      | 39,38    |
| 3     | Hongkong            | So Chun Hong Ng Ka Fung Tang Yik Chun Tsui Chi Ho Im Vorlauf: Wan Hin Chung                                               | 39,53    |
| 4     | Sri Lanka           | Himasha Eashan Shehan Abeypitiya Vinoj De Silva Mohamed Ashrafu                                                           | 39,59    |
| 5     | Malaysia            | Nixson Anak Kennedy Jonathan Nyepa Badrul Hisham Abdul Manap Khairul Hafiz Jantan Im Vorlauf: Aravinn Thevarr Gunasegaran | 39,98    |
| 6     | Singapur            | Muhd Hariz Darajit Calvin Kang Li Loong Ariff Januri Timothee Yap Jin Wei                                                 | 40,22    |
| 7     | Chinesisch Taipeh   | Wei Yi-ching Yang Chun-han Yeh Shou-po Chen Chia-hsun                                                                     | 40,23    |
| 8     | Südkorea            | Lee Ji-woo Park Tae-geon Lee Yo-han Lee Jae-ha                                                                            | 40,26    |

Finale: 8. Juli

### 4 × 400 m Staffel
| Platz | Land              | Athleten                                                                            | Zeit (min) |
| ----- | ----------------- | ----------------------------------------------------------------------------------- | ---------- |
| 1     | Indien            | Kunhu Muhammed Amoj Jacob Arokia Rajiv Muhammed Anas                                | 3:02,92    |
| 2     | Sri Lanka         | Tharusha Dhananjaya Kalinga Kumarage Ajith Premakumara Dilip Ruwan                  | 3:04,80    |
| 3     | Thailand          | Apisit Chamsri Nattapong Kongkraphan Jirayu Pleenaram Phitchaya Sunthonthuam        | 3:06,48    |
| 4     | Chinesisch Taipeh | Wang Wei-hsu Yang Lung-hsiang Yu Chen-yi Chen Chieh                                 | 3:06,51    |
| 5     | Oman              | Saleh Ibrahim al-Ajami Othman al-Busaidi Mohamed Obaid al-Saadi Ahmed Mubarak Saleh | 3:06,79    |
| 6     | Südkorea          | Park Tae-geon Choi Min-gi Mo Il-hwan Lee Jae-ha                                     | 3:09,15    |
| 7     | Pakistan          | Mehboob Ali Mazhar Ali Asad Iqbal Nokar Hussain                                     | 3:11,42    |
| 8     | Kasachstan        | Wjatscheslaw Sems Igor Kondratjew Andrei Sokolow Dmitri Koblow                      | 3:11,49    |

9. Juli

### Hochsprung
| Platz | Athlet                 | Land | Höhe (m) |
| ----- | ---------------------- | ---- | -------- |
| 1     | Woo Sang-hyeok         | KOR  | 2,30 =PB |
| 2     | Zhang Guowei           | CHN  | 2,28     |
| 3     | Majd Eddin Ghazal      | SYR  | 2,24     |
| 4     | Mahamat Hamdi          | QAT  | 2,20     |
| 5     | Chethan Balasubramanya | IND  | 2,20     |
| 6     | Manjula Kumara         | SRI  | 2,20     |
| 6     | Lee Hup Wei            | MAS  | 2,20     |
| 6     | Keyvan Ghanbarzadeh    | IRI  | 2,20     |
| 6     | Hsiang Chun-hsien      | TPE  | 2,20     |

8. Juli

### Stabhochsprung
| Platz | Athlet              | Land | Höche (m) |
| ----- | ------------------- | ---- | --------- |
| 1     | Ding Bangchao       | CHN  | 5,65      |
| 2     | Masaki Ejima        | JPN  | 5,65      |
| 3     | Ernest Obiena       | PHI  | 5,50      |
| 4     | Patsapong Amsam-Ang | THA  | 5,40      |
| 5     | Han Du-hyeon        | KOR  | 5,40      |
| 6     | Danil Poljanski     | KAZ  | 5,20      |
| 7     | Hussain al-Hizam    | KSA  | 5,20      |
| 8     | Xia Xiang           | CHN  | 5,00      |

6. Juli

### Weitsprung
| Platz | Athlet                 | Land | Weite (m) |
| ----- | ---------------------- | ---- | --------- |
| 1     | Huang Changzhou        | CHN  | 8,09      |
| 2     | Chan Ming Tai          | HKG  | 8,03      |
| 3     | Shōtarō Shiroyama      | JPN  | 7,97      |
| 4     | Ankit Sharma           | IND  | 7,83      |
| 5     | Lin Chia-hao           | TPE  | 7,81      |
| 6     | Shinichiro Shimono     | JPN  | 7,76      |
| 7     | Joo Eun-jae            | KOR  | 7,75      |
| 8     | Dhanuka Liynapathirana | SRI  | 7,68      |

Finale: 9. Juli

### Dreisprung
| Platz | Athlet                 | Land | Weite (m) |
| ----- | ---------------------- | ---- | --------- |
| 1     | Zhu Yaming             | CHN  | 16,82 w   |
| 2     | Mark Harry Diones      | PHI  | 16,45     |
| 3     | Xu Xiaolong            | CHN  | 16,45     |
| 4     | Arpinder Singh         | IND  | 16,33 w   |
| 5     | Muhammad Hakimi Ismail | MAS  | 15,97     |
| 6     | Sanjaya Jayasinghe     | SRI  | 15,97     |
| 7     | D. Karthik             | IND  | 15,93     |
| 8     | Roman Walijew          | KAZ  | 15,87 w   |

7. Juli

### Kugelstoßen
| Platz | Athlet             | Land | Weite (m) |
| ----- | ------------------ | ---- | --------- |
| 1     | Ali Samari         | IRI  | 19,80 PB  |
| 2     | Tejinder Pal Singh | IND  | 19,77     |
| 3     | Iwan Iwanow        | KAZ  | 19,41     |
| 4     | Om Prakash Karhana | IND  | 18,70     |
| 5     | Daichi Nakamura    | JPN  | 18,46     |
| 6     | Han Zibin          | CHN  | 18,29     |
| 7     | Li Jun             | CHN  | 18,16     |
| 8     | Jasdeep Singh      | IND  | 18,07     |

7. Juli

### Diskuswurf
| Platz | Athlet                    | Land | Weite (m) |
| ----- | ------------------------- | ---- | --------- |
| 1     | Ehsan Hadadi              | IRI  | 64,54     |
| 2     | Muhammad Irfan Shamsuddin | MAS  | 60,96     |
| 3     | Vikas Gowda               | IND  | 60,81     |
| 4     | Mustafa al-Saamah         | IRQ  | 60,30     |
| 5     | Mohammad Samimi           | IRI  | 59,80     |
| 6     | Essa Mohamed al-Zankawi   | KUW  | 58,28     |
| 7     | Sultan Mubarak al-Dawoodi | KSA  | 57,96     |
| 8     | Jewgeni Milowazkij        | KAZ  | 57,00     |

6. Juli

### Hammerwurf
| Platz | Athlet                 | Land | Weite (m) |
| ----- | ---------------------- | ---- | --------- |
| 1     | Dilschod Nasarow       | TJK  | 76,69     |
| 2     | Wang Shizhu            | CHN  | 73,81     |
| 3     | Lee Yoon-chul          | KOR  | 73,77 NR  |
| 4     | Yūdai Kimura           | JPN  | 69,85     |
| 5     | Reza Moghaddam         | IRI  | 68,86     |
| 6     | Ryōta Kashimura        | JPN  | 68,02     |
| 7     | Ahmed Amgad el-Seify   | QAT  | 67,81     |
| 8     | Jackie Wong Siew Cheer | MAS  | 64,84     |

8. Juli

### Speerwurf
| Platz | Athlet              | Land | Weite (m) |
| ----- | ------------------- | ---- | --------- |
| 1     | Neeraj Chopra       | IND  | 85,23 CR  |
| 2     | Ahmed Bader Magour  | QAT  | 83,70     |
| 3     | Davinder Singh Kang | IND  | 83,29     |
| 4     | Huang Shih-feng     | TPE  | 81,27     |
| 5     | Liu Qizhen          | CHN  | 80,12     |
| 6     | Cheng Chao-tsun     | TPE  | 80,03     |
| 7     | Arshad Nadeem       | PAK  | 78,00     |
| 8     | Waruna Lakshan      | SRI  | 76,78     |

9. Juli

### Zehnkampf
| Platz | Athlet               | Land | Punkte |
| ----- | -------------------- | ---- | ------ |
| 1     | Suttisak Singkhon    | THA  | 7732   |
| 2     | Kazuya Kawasaki      | JPN  | 7584   |
| 3     | Guo Qi               | CHN  | 7495   |
| 4     | Majed Radhi al-Sayed | KUW  | 7441   |
| 5     | Abhishek Shetty      | IND  | 6976   |
| 6     | Tsuyoshi Shimizu     | JPN  | 6541   |
|       | Mohammed Nahedh      | IRQ  | DNF    |

6./7. Juli

## Frauen

### 100 m
| Platz            | Athletin                  | Land | Zeit (s) |
| ---------------- | ------------------------- | ---- | -------- |
| 1                | Wiktorija Sjabkina        | KAZ  | 11,39    |
| 2                | Olga Safronowa            | KAZ  | 11,45    |
| 3                | Dutee Chand               | IND  | 11,52    |
| 4                | Zaidatul Husniah Zulkifli | MAS  | 11,70    |
| 5                | Sidi Fatima Mohammad      | MAS  | 11,87    |
| 6                | Miyu Maeyama              | JPN  | 11,98    |
|                  | Mizuki Nakamura           | JPN  | DSQ      |
| Nigina Sharipova | UZB                       | DSQ  |          |

Finale: 7. Juli
Wind: +1,0 m/s
Die ursprünglich fünftplatzierte Usbekin Nigina Sharipova wurde nachträglich wegen eines Dopingverstoßes disqualifiziert.

### 200 m
| Platz | Athletin             | Land | Zeit (s) |
| ----- | -------------------- | ---- | -------- |
| 1     | Wiktorija Sjabkina   | KAZ  | 23,10    |
| 2     | Rumeshika Rathnayake | SRI  | 23,43    |
| 3     | Olga Safronowa       | KAZ  | 23,47    |
| 4     | Dutee Chand          | IND  | 23,59    |
| 5     | Srabani Nanda        | IND  | 23,67    |
| 6     | Kana Ichikawa        | JPN  | 23,68    |
| 7     | Shanti Pereira       | SIN  | 23,80    |
| 8     | Lin Huijun           | CHN  | 24,10    |

Finale: 7. Juli
Wind: -0,6 m/s

### 400 m
| Platz | Athletin             | Land | Zeit (s) |
| ----- | -------------------- | ---- | -------- |
| 1     | Quách Thị Lan        | VIE  | 52,78    |
| 2     | Jisna Mathew         | IND  | 53,32    |
| 3     | M. R. Poovamma       | IND  | 53,36    |
| 4     | Nirmali Madushika    | SRI  | 54,58    |
| 5     | Kristina Pronschenko | TJK  | 54,62 NR |
| 6     | Seika Aoyama         | JPN  | 55,63    |
| 7     | Aliya Boshnak        | JOR  | 57,33    |
|       | Nirmala Sheoran      | IND  | DSQ      |

Finale: 7. Juli
Die ursprüngliche Siegerin Nirmala Sheoran aus Indien wurde nachträglich wegen eines Dopingverstoßes disqualifiziert.

### 800 m
| Platz | Athletin              | Land | Zeit (min) |
| ----- | --------------------- | ---- | ---------- |
| 1     | Nimali Liyanarachchi  | SRI  | 2:05,23    |
| 2     | Gayanthika Abeyrathne | SRI  | 2:05,27    |
| 3     | Fumika Ōmori          | JPN  | 2:06,50    |
| 4     | Lili Das              | IND  | 2:07,49    |
| 5     | Airi Ikezaki          | JPN  | 2:08,62    |
| 6     | Tatjana Nerosnak      | KAZ  | 2:10,10    |
|       | Tintu Lukka           | IND  | DNF        |
|       | Archana Adhav         | IND  | DSQ        |

Finale: 9. Juli

### 1500 m
| Platz | Athletin              | Land | Zeit (min) |
| ----- | --------------------- | ---- | ---------- |
| 1     | P. U. Chitra          | IND  | 4:17,92    |
| 2     | Geng Min              | CHN  | 4:19,15    |
| 3     | Ayako Jinnouchi       | JPN  | 4:19,90    |
| 4     | Nozomi Tanaka         | JPN  | 4:20,43    |
| 5     | Tamara Armoush        | JOR  | 4:25,47    |
| 6     | Tatjana Nerosnak      | KAZ  | 4:26,97    |
| 7     | Arina Kleschtschukowa | KGZ  | 4:28,26    |
| 8     | Gulschanoi Satarowa   | KGZ  | 4:28,57    |

Finale: 7. Juli

### 5000 m
| Platz | Athletin            | Land | Zeit (min) |
| ----- | ------------------- | ---- | ---------- |
| 1     | Darja Maslowa       | KGZ  | 15:57,95   |
| 2     | Alia Saeed Mohammed | VAE  | 15:59,95   |
| 3     | Sanjivani Jadhav    | IND  | 16:00,24   |
| 4     | Suriya Loganathan   | IND  | 16:01,96   |
| 5     | Ryo Koido           | JPN  | 16:11,15   |
| 6     | Kim Son-hui         | PRK  | 16:30,07   |
| 7     | Deng Qiaoling       | CHN  | 17:53,88   |
| 8     | Aprilia Kartina     | INA  | 18:29,23   |

6. Juli

### 10.000 m
| Platz | Athletin            | Land | Zeit (s) |
| ----- | ------------------- | ---- | -------- |
| 1     | Darja Maslowa       | KGZ  | 32:21,21 |
| 2     | Yūka Hori           | JPN  | 32:23,26 |
| 3     | Mizuki Matsuda      | JPN  | 32:46,61 |
| 4     | Suriya Loganathan   | IND  | 33:04,10 |
| 5     | Sanjivani Jadhav    | IND  | 33:28,35 |
| 6     | He Yinli            | CHN  | 34:27,14 |
| 7     | Meenu               | IND  | 35:25,73 |
|       | Alia Saeed Mohammed | UAE  | DNF      |

9. Juli

### 100 m Hürden
| Platz | Athletin              | Land | Zeit (s) |
| ----- | --------------------- | ---- | -------- |
| 1     | Jung Hye-lim          | KOR  | 13,16    |
| 2     | Ayako Kimura          | JPN  | 13,30    |
| 3     | Wang Dou              | CHN  | 13,36    |
| 4     | Valentina Kibalnikova | UZB  | 13,51    |
| 5     | Hitomi Shimura        | JPN  | 13,59    |
| 6     | Anastassija Pilipenko | KAZ  | 13,59    |
| 7     | Lui Lai Yiu           | HKG  | 13,89    |
| 8     | Äigerim Schynasbekowa | KAZ  | 13,93    |

Finale: 8. Juli
Wind: -0,1 m/s

### 400 m Hürden
| Platz | Athletin                 | Land | Zeit (s) |
| ----- | ------------------------ | ---- | -------- |
| 1     | Nguyễn Thị Huyền         | VIE  | 56,14    |
| 2     | Anu Raghavan             | IND  | 57,22    |
| 3     | Sayaka Aoki              | JPN  | 58,18    |
| 4     | Merdschen Ischangulyjewa | KAZ  | 58,51    |
| 5     | Manami Kira              | JPN  | 58,52    |
| 6     | Jauna Murmu              | IND  | 59,11    |
| 7     | Arpitha Manjunatha       | IND  | 59,78    |
| 8     | Adelina Achmetowa        | KAZ  | 61,60    |

Finale: 8. Juli

### 3000 m Hindernis
| Platz | Athlet                  | Land | Zeit (min) |
| ----- | ----------------------- | ---- | ---------- |
| 1     | Sudha Singh             | IND  | 09:59,47   |
| 2     | Ro Hyo-gyong            | PRK  | 10:13,94   |
| 3     | Nana Satō               | JPN  | 10:18,11   |
| 4     | Parul Chaudhary         | IND  | 10:22,99   |
| 5     | Li Yuanfeng             | CHN  | 10:36,42   |
|       | U. K. Nilani Rathnayaka | SRI  | DNF        |

8. Juli

### 4 × 100 m Staffel
| Platz | Land                | Athletinnen                                                                       | Zeit (s) |
| ----- | ------------------- | --------------------------------------------------------------------------------- | -------- |
| 1     | Kasachstan          | Rima Kaschafutdinowa Wiktorija Sjabkina Merdschen Ischangulyjewa Olga Safronowa   | 43,53    |
| 2     | Volksrepublik China | Sun Fengyan Kong Lingwei Lin Huijun Feng Lulu                                     | 44,50    |
| 3     | Indien              | Merlin Joseph Himashree Roy Srabani Nanda Dutee Chand                             | 44,57    |
| 4     | Thailand            | On-uma Chattha Khanrutai Pakdee Tassaporn Wannakit Supawan Thipat                 | 44,74    |
| 5     | Malaysia            | Nurul Faizah Mazlan Sidi Fatima Mohammad Shelly Komalam Zaidatul Husniah Zulkifli | 45,18    |
| 6     | Japan               | Miyu Maeyama Mizuki Nakamura Seika Aoyama Kaho Nishio                             | 45,40    |
| 7     | Singapur            | Wendy Enn Shanti Pereira Kugapriya Chandran Nur Izlyn Zaini                       | 45,97    |
| 8     | Bangladesch         | Susmita Ghosh Jesmin Akter Sumi Akter Shohagi Akter                               | 50,39    |

8. Juli

### 4 × 400 m Staffel
| Platz | Land       | Athletinnen                                                                 | Zeit (min) |
| ----- | ---------- | --------------------------------------------------------------------------- | ---------- |
| 1     | Vietnam    | Nguyễn Thị Oanh Quách Thị Lan Hoàng Thị Ngọc Nguyễn Thị Huyền               | 3:33,22    |
| 2     | Japan      | Sayaka Aoki Kana Ichikawa Seika Aoyama Manami Kira                          | 3:37,74    |
| 3     | Kasachstan | Swetlana Golendowa Elina Michina Adelina Achmetowa Merdschen Ischangulyjewa | 3:37,95    |
| 4     | Thailand   | Pornpan Hoemhuk Atchima Eng-Chuan Jutamas Khonkham Supanich Poolkerd        | 3:38,63    |
|       | Indien     | Debashree Mazumdar M. R. Poovamma Jisna Mathew Nirmala Sheoran              | DSQ        |

9. Juli
Die ursprünglich siegreiche Staffel aus Indien wurde nachträglich wegen eines Dopingverstoßes von Nirmala Sheoran disqualifiziert.

### Hochsprung
| Platz | Athletin              | Land | Höhe (m) |
| ----- | --------------------- | ---- | -------- |
| 1     | Nadiya Dusanova       | UZB  | 1,84     |
| 2     | Yeung Man Wai         | HKG  | 1,80     |
| 2     | Wang Xueyi            | CHN  | 1,80     |
| 2     | Liu Jingyi            | CHN  | 1,80     |
| 5     | Wanida Boonwan        | THA  | 1,80     |
| 6     | Yap Sean Yee          | MAS  | 1,75     |
| 6     | Nadeschda Dubowizkaja | KAZ  | 1,75     |
| 6     | Haruka Nakano         | JPN  | 1,75     |
| 6     | Sahana Kumari         | IND  | 1,75     |

7. Juli

### Stabhochsprung
| Platz         | Athletin             | Land | Höhe (m) |
| ------------- | -------------------- | ---- | -------- |
| 1             | Chen Qiaoling        | CHN  | 4,40     |
| 2             | Li Ling              | CHN  | 4,20     |
| 3             | Sukanya Chomchuendee | THA  | 4,10     |
| 4             | Kanae Tatsuta        | JPN  | 4,00     |
|               | Tomomi Abiko         | JPN  | NMH      |
| K.M. Sangeeta | IND                  | NMH  |          |

9. Juli

### Weitsprung
| Platz | Athletin          | Land | Weite (m) |
| ----- | ----------------- | ---- | --------- |
| 1     | Bùi Thị Thu Thảo  | VIE  | 6,54      |
| 2     | Neena Varakil     | IND  | 6,54      |
| 3     | Nayana James      | IND  | 6,42      |
| 4     | Tamaka Shimizu    | JPN  | 6,21      |
| 5     | Marestella Sunang | PHI  | 6,20      |
| 6     | Li Ying           | CHN  | 6,19      |
| 7     | Sachiko Masumi    | JPN  | 6,11      |
| 8     | G. Karthika       | IND  | 5,96      |

6. Juli

### Dreisprung
| Platz | Athletin                | Land | Weite (m) |
| ----- | ----------------------- | ---- | --------- |
| 1     | Marija Owtschinnikowa   | KAZ  | 13,72     |
| 2     | Irina Ektowa            | KAZ  | 13,62     |
| 3     | Nellickal Verkay Sheena | IND  | 13,42     |
| 4     | Vidusha Lakshani        | SRI  | 13,33     |
| 5     | Kaede Miyasaka          | JPN  | 13,32     |
| 6     | Rao Fan                 | CHN  | 13,20     |
| 7     | Joyline Mural Lobo      | IND  | 12,71     |
| 8     | Sachiko Masumi          | JPN  | 12,59     |

8. Juli

### Kugelstoßen
| Platz | Athletin      | Land | Weite (m) |
| ----- | ------------- | ---- | --------- |
| 1     | Guo Tianqian  | CHN  | 17,91     |
| 2     | Aya Ota       | JPN  | 15,45     |
| 3     | Nanaka Kori   | JPN  | 15,33     |
| 4     | Anamika Das   | IND  | 14,96     |
|       | Manpreet Kaur | IND  | DSQ       |

6. Juli
Die ursprüngliche Siegerin Manpreet Kaur aus Indien wurde nachträglich wegen eines positiven Dopingtests disqualifiziert.

### Diskuswurf
| Platz | Athletin         | Land | Weite (m) |
| ----- | ---------------- | ---- | --------- |
| 1     | Chen Yang        | CHN  | 60,41     |
| 2     | Subenrat Insaeng | THA  | 56,82     |
| 3     | Lu Xiaoxin       | CHN  | 55,27     |
| 4     | Li Tsai-yi       | TPE  | 54,48     |
| 5     | Kamalpreet Kaur  | IND  | 54,32     |
| 6     | Seema Antil      | IND  | 54,11     |
| 7     | Himani Singh     | IND  | 51,39     |
| 8     | Nanaka Kori      | JPN  | 49,55     |

9. Juli

### Hammerwurf
| Platz | Athletin           | Land | Weite (m) |
| ----- | ------------------ | ---- | --------- |
| 1     | Luo Na             | CHN  | 69,92     |
| 2     | Liu Tingting       | CHN  | 69,45     |
| 3     | Hitomi Katsuyama   | JPN  | 60,22     |
| 4     | Akane Watanabe     | JPN  | 59,39     |
| 5     | Gunjan Singh       | IND  | 59,19     |
| 6     | Sarita Romit Singh | IND  | 58,71     |
| 7     | Park Hee-seon      | KOR  | 57,82     |
| 8     | Grace Wong Xiu Mei | MAS  | 57,18     |

7. Juli

### Speerwurf
| Platz | Athletin        | Land | Weite (m) |
| ----- | --------------- | ---- | --------- |
| 1     | Li Lingwei      | CHN  | 63,04 CR  |
| 2     | Dilhani Lekamge | SRI  | 58,11 PB  |
| 3     | Annu Rani       | IND  | 57,32     |
| 4     | Su Lingdan      | CHN  | 57,00     |
| 5     | Risa Miyashita  | JPN  | 54,72     |
| 6     | Li Hui-jun      | TPE  | 54,39     |
| 7     | Kim Kyung-ae    | KOR  | 53,68     |
| 8     | Poonam Rani     | IND  | 52,56     |

6. Juli

### Siebenkampf
| Platz | Athletin               | Land | Punkte  |
| ----- | ---------------------- | ---- | ------- |
| 1     | Swapna Barman          | IND  | 5942 PB |
| 2     | Meg Hemphill           | JPN  | 5883    |
| 3     | Purnima Hembram        | IND  | 5798 PB |
| 4     | Liksy Joseph           | IND  | 5633    |
| 5     | Eri Utsunomiya         | JPN  | 5586    |
| 6     | Nadeschda Kirnos       | KAZ  | 5035    |
|       | Aleksandra Yurkevskaya | UZB  | DNF     |
|       | Liou Ya-jyun           | TPE  | DNF     |

8./9. Juli

## Abkürzungen
| - WR = Weltrekord - WJR = Juniorenweltrekord - OR = olympischer Rekord - YOR = olympischer Jugendrekord - AR = Kontinentalrekord - AJR = Juniorenkontinentalrekord - NR = nationaler Rekord - NJR = nationaler Juniorenrekord - CR = Meisterschaftsrekord - MR = Veranstaltungsrekord | - WB = Weltbestleistung - WJB = Juniorenweltbestleistung - WYB = Jugendweltbestleistung - AB = Kontinentbestleistung - AJB = Juniorenkontinentalbestleistung - AYB = Jugendkontinentalbestleistung - NB = nationale Bestleistung - NJB = nationale Juniorenbestleistung - NYB = nationale Jugendbestleistung | - PB = persönliche Bestleistung - SB = persönliche Saisonbestleistung - QB = Qualifikationsbestleistung - WL = Weltjahresbestleistung - WJL = Juniorenweltjahresbestleistung - WYL = Jugendweltjahresbestleistung - DSQ = disqualifiziert (engl. Disqualified) - DNS = Wettkampf nicht angetreten (engl. Did Not Start) - DNF = Wettkampf nicht beendet (engl. Did Not Finish) |

## Medaillenspiegel
| Medaillenspiegel | Medaillenspiegel             | Medaillenspiegel | Medaillenspiegel | Medaillenspiegel | Medaillenspiegel |
| Platz            | Land                         | Gold             | Silber           | Bronze           | Gesamt           |
| ---------------- | ---------------------------- | ---------------- | ---------------- | ---------------- | ---------------- |
| 01               | Indien                       | 12               | 5                | 12               | 29               |
| 02               | Volksrepublik China          | 8                | 9                | 4                | 21               |
| 03               | Kasachstan                   | 4                | 2                | 2                | 8                |
| 04               | Iran                         | 4                | 0                | 1                | 5                |
| 05               | Vietnam                      | 2                | 2                | 0                | 4                |
| 06               | Südkorea                     | 2                | 1                | 1                | 4                |
| 07               | Kuwait                       | 2                | 1                | 0                | 3                |
| 08               | Kirgisistan                  | 2                | 0                | 1                | 3                |
| 09               | Sri Lanka                    | 1                | 4                | 0                | 5                |
| 10               | Thailand                     | 1                | 2                | 2                | 5                |
| 11               | Philippinen                  | 1                | 1                | 1                | 3                |
| 11               | Chinesisch Taipeh            | 1                | 1                | 1                | 3                |
| 13               | Usbekistan                   | 1                | 0                | 0                | 1                |
| 13               | Tadschikistan                | 1                | 0                | 0                | 1                |
| 15               | Katar                        | 0                | 6                | 1                | 7                |
| 16               | Japan                        | 0                | 5                | 9                | 14               |
| 17               | Hongkong                     | 0                | 2                | 1                | 3                |
| 18               | Vereinigte Arabische Emirate | 0                | 1                | 0                | 1                |
| 18               | Malaysia                     | 0                | 1                | 0                | 1                |
| 18               | Nordkorea                    | 0                | 1                | 0                | 1                |
| 21               | Saudi-Arabien                | 0                | 0                | 3                | 3                |
| 21               | Syrien                       | 0                | 0                | 1                | 1                |
| 21               | Oman                         | 0                | 0                | 1                | 1                |
| Gesamt           | Gesamt                       | 42               | 44               | 41               | 127              |